# Laura Morante
Laura Morante (Santa Fiora, 21 de agosto de 1956) é uma atriz italiana. Ela é sobrinha da escritora italiana Elsa Morante.
Os filmes em que trabalhou incluem La tragedia di un uomo ridicolo (1981), dirigido por Bernardo Bertolucci, e Bianca (1984) e La stanza del figlio (2001), ambos dirigidos por Nanni Moretti. Ela também estrelou, ao lado de Javier Bardem, em The Dancer Upstairs (2002), o primeiro filme dirigido por John Malkovich, e em Ricordati di me (2003), dirigido por Gabriele Muccino.
Morante chamou a atenção com o seu desempenho como Madame Jourdain, por quem o jovem Molière se apaixona, no filme Molière, de 2007. Ela também emprestou sua voz a Helen Parr/Elastigirl na versão italiana do desenho animado The Incredibles.